# Shmoo
Un shmoo és una criatura fictícia. Va aparèixer per primer cop en la tira còmica d'Al Capp Li'l Abner, el 31 d'agost, del 1948. El popular personatge ha passat a influir en la cultura pop, apareixent a una de les sèries dels Picapedra, el llenguatge i fins i tot la ciència.

## Descripció
Els shmoos tenen forma de bitlla amb potes curtes. Tenen la pell llisa, celles i bigotis escassos; però no tenen braços, nas ni orelles. Els seus peus són curts i rodons, però hàbils, tal com es desprèn de les aventures dels shmoos en comic book. Tenen una gran varietat d'expressions facials i sovint expressen amor exudant cors sobre el seu cap. L'humorista gràfic Al Capp va donar als shmoos les següents característiques curioses:
- Es reprodueixen de manera asexual i són increïblement prolífiques, multiplicant-se més ràpidament que els conills. No requereixen cap tipus de sosteniment que no sigui l'aire.
- Són deliciosos de menjar, i tenen ganes de ser menjats. Si un ésser humà els mira amb gana, s'hi immolarà feliçment, ja sigui saltant a una paella, després té gust de pollastre o bé a una graella, després té gust de bistec. Quan es rosteixen tenen gust de carn de porc i, al forn, tenen gust de peix caduc. Bruts, tenen gust d'ostra.
- També produeixen ous (perfectament envasats), llet (embotellada, grau A) i mantega; el seu pelatge fa de fusta perfecta.
- No tenen ossos, així que no hi ha residuos. Els seus ulls fan els millors botons i els seus bigotis formen escuradents perfectes. En definitiva, són simplement l'ideal perfecte d'un ramat agrícola de subsistència.
- Naturalment suaus, necessiten una cura mínima i són companys de joc ideals per a nens petits. La fricció de shmoos és tan entretinguda (com ara les seves "comèdies shmoosicals") que la gent ja no sent la necessitat de veure la televisió o anar al cinema. Els nens petits ploren quan les seves mascotes es converteixen en menjar, però com es multipliquen tan ràpidament de seguida tenen noves mascotes igual de carinyoses.
- Algunes de les varietats més saboroses de shmoo són més difícils d'atrapar. Els caçadors de shmoo, que ara són un esport en algunes parts del país, fan servir una bossa de paper, una llanterna i un pal per capturar-los.

## La història original
En una seqüència que comença a finals d'agost de 1948, Li'l Abner descobreix els shmoos quan s'aventura a la prohibida Vall dels Shmoon seguint el so misteriós i musical que fan (del qual deriva el seu nom). Abner és llançat d'un penya-segat i a la vall de sota per una primitiva "large gal" (noia gran) com ell s'adreça a ella, que té com a objectiu protegir la vall. Contra les protestes frenètiques d'un vell nu, amb una gran barba fort que l'adverteix que és l'amenaça més gran que ha tingut el món. Li pregunta si és perquè són dolents, i el vell li respon que és perquè són bones.
Després d'haver descobert el seu valor ("Wif these around, nobody won't nevah havta work no more!!" (amb aquests pel voltant, ningú haurà de tornar a treballar mai més!!"), Abner condueix els shmoos fora de la vall, on es converteixen en sensació a Dogpatch i, ràpidament, a la resta del món. Grans empresaris com J. Roaringham Fatback, el "rei del porc", es preocupen al disminuir les vendes de gairebé tots els productes i en una sèrie d'imatges que recorden el Crac del 1929, es desplega la "Crisi Shmoo". Per ordre de Fatback, un exterminador corrupte ordena "Shmooidice Squads" (esquadres shmooïcides) esborrar els shmoos amb diverses armes de foc, que es mostra en una seqüència macabra i còmicament gràfica, amb una llàgrima Li'l Abner saludant erròniament la suposada "autoritat" de els equips d'extermini.
Tot i això, aviat es descobreix que Abner ha salvat en secret dos shmoos, "mascle" i "femella", creient que eren dos mascles. El shmoo noi, com a nadiu de Dogpatch, ha de fugir de la femella a la cursa anual Sadie Hawkins Day. (Els shmoos normalment es retraten com a gènere-neutres, tot i que Capp planteja aquesta qüestió per a aquesta seqüència per permetre el gir de la trama còmica.) Quan "ell" és atrapat per ella, d'acord amb les regles de la cursa, s'uneixen a matrimoni de Marryin 'Sam (a qui "paguen" amb una dotzena d'ous, dos quilos de mantega i sis magdalenes amb gelat de xocolata, tot el que Sam considera que valia uns 98 cèntims el 1948). La família que es troba en expansió es troba per última vegada tornant cap a la Vall del Shmoon.
La seqüència, que va acabar just abans del Nadal de 1948, va ser molt popular, tant com un comentari sobre l'estat de la societat com una clàssica alegòria de la cobdícia i la corrupció que malmeten tot allò bo i innocent al món. Els Shmoo van provocar una sensació nacional inesperada i va preparar un escenari per a un fenomen important de llicències. En les seves poques aparicions posteriors a Li'l Abner, els shmoos també són identificats per les Forces Armadas dels Estats Units d'Amèrica com una amenaça important per a la seguretat nacional.

## Etimologia
L'origen de la paraula "shmoo" de Capp ha estat objecte de debat per lingüistes durant dècades, donant lloc a la concepció errònia que el terme derivava dels termes anglesos "schmo" o "schmooze". No obstant això, "shmue" era un terme tabú ídix per a úter. És una de les moltes variacions de l'argot ídix que es podien trobar a Li'l Abner. Al revelar una clau important de la història, Al Capp va escriure que el Shmoo representava metafòricament la riquesa il·limitada de la Terra, en essència la pròpia Mare Natura.

## A la ciència

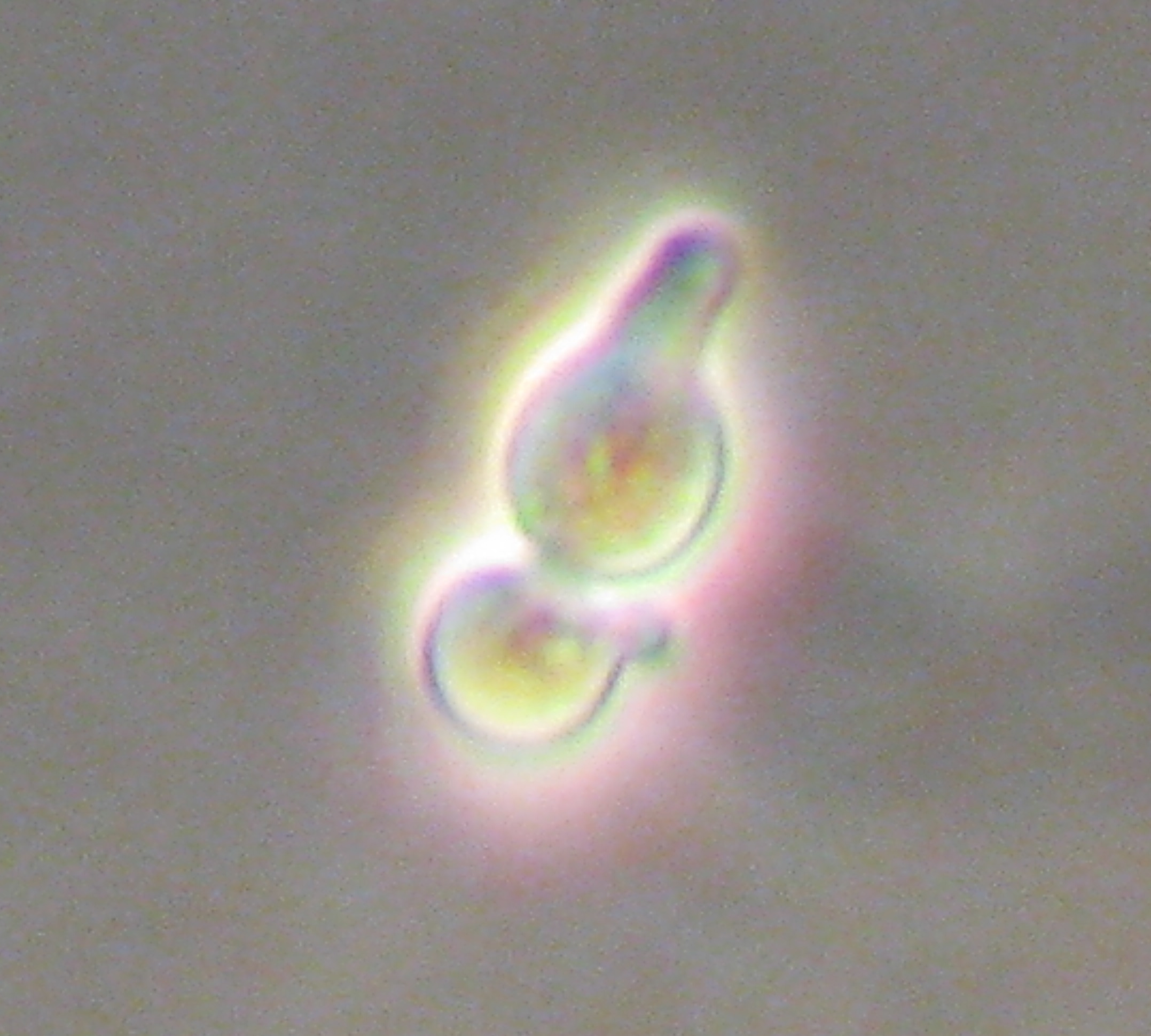
Aparellament de llevat Saccharomyces cerevisiae tipus a amb shmoo.

El terme "shmoo" s'ha incorporat a la llengua anglesa, definint conceptes altament tècnics en almenys quatre camps separats de la ciència:
- "Shmoo plot" és un terme tècnic relatiu a la visualització gràfica dels resultats de les proves enginyeria elèctrica, que es remunta almenys a 1966.[4] El nom va sorgir molt probablement perquè la forma de les trames bidimensionals sovint s'assemblava a un shmoo. El terme també és un verb: "shmoo" significa executar la prova.
- En microbiologia, l'estranya semblança del shmoo amb la combinació del llevat, ha donat lloc a l'adopció del personatge com a mascota per a científics que estudien el llevat com a organisme model per a genètica i biologia cel·lular. De fet, l'increment cel·lular produït per una cèl·lula de llevat haploide com a resposta a una feromona del tipus oposat es coneix com a "shmoo", perquè les cel·les que estan aparellant i presenten aquesta estructura particular s'assemblen al personatge de dibuixos animats.[5] Els biòlegs coneixen que tot el procés com "shmooing". Els shmoos són essencials; sense ells, no tindríem ni pa ni cervesa. La paraula "shmoo" ha aparegut en gairebé 700 publicacions científiques des de 1974; s'utilitza en laboratoris que estudien l'espècie elaboradora de pa i cervesa Saccharomyces cerevisiae.[6]
- Els biòlegs Equinoderms utilitzen "shmoo" (sovint escrit com "schmoo") per referir-se a una larva molt simple, molt derivada, que es troba en algunes eriços de mar (per exemple, Wray 1996).[7]
- S'ha utilitzat en debats sobre socioeconomia, per exemple. En economia, un "shmoo" és un bé material que es reprodueix i és capturat o criat com a activitat econòmica (el bressol originari viu i es reprodueix sense necessitat de cap suport material). "Si realment existissin shmoos, serien un "bé lliure". Erik Olin Wright utilitza la "paràbola del shmoo" per introduir la discussió sobre l'estructura de la classe i l'economia.[8]
- En el camp de la física de partícules, "shmoo" es refereix a un instrument de medició de raigs còsmics d'alta energia utilitzat al Laboratori Nacional Los Alamos per al Cygnus X-3 Sky Survey realitzada al recinte de la LAMPF (Los Alamos Meson Physics Facility). Al mateix temps, es van escampar més de cent detectors "shmoo" blancs al voltant de la zona del raig de l'accelerador i la mesa contigua per capturar partícules de raigs còsmics subatòmics emesos de la Constel·lació del Cigne. Els detectors van allotjar centellejadors i fotomultiplicador en una matriu que va donar al detector la seva forma de "shmoo" distintiva. L'accelerador de partícules Tevatron a Fermilab alberga imants superconductors que produeixen formacions de gel que també s'assemblaven a shmoos.[9]
- En medicina, el signe "Shmoo" es refereix a l'aparició d'un important ventricle esquerre arrodonit i aorta dilatada en una radiografia del tòrax, donant l'aspecte d'un Shmoo.[10][11]